# علي خصيف
علي خصيف حمد خصيف الحوسني (مواليد 9 يونيو 1987 في أبوظبي) هو لاعب كرة قدم إماراتي يجيد اللعب كحارس المرمى لصالح نادي الجزيرة في دوري الخليج العربي.
مثل نادي الفجيرة في الفئات السنية ثم انتقل إلى نادي الجزيرة في عام 2005 .
احتل علي خصيف المركز الثالث، للاعبين الأمثر وفاء لأنديتهم بحسب إحصائية من المركز الدولي للدراسات الرياضية، حيث لعب مع نادي الجزيرة 19موسم على التوالي.

## إنجازات
الإمارات العربية المتحدة
- كأس الخليج العربي لكرة القدم: 2013

## روابط خارجية
- علي خصيف على موقع الاتحاد الدولي (مؤرشف)  (الإنجليزية)
- علي خصيف على موقع إي إس بي إن إف سي (الإنجليزية)
- علي خصيف على موقع قاعدة بيانات كرة القدم.إي يو (الإنجليزية)
- علي خصيف على موقع ناشيونال فوتبول تيمز (الإنجليزية)
- علي خصيف على موقع Soccerway.com (الإنجليزية)
- علي خصيف على موقع عالم كرة القدم.نت (الإنجليزية)
- علي خصيف على موقع كووورة
- علي خصيف على موقع أوليمبيديا (الإنجليزية)